# Jacques Commères
Jacques Commères (Auch, 29 maggio 1959) è un allenatore di pallacanestro francese.

## Carriera
Ha guidato la Francia ai Campionati europei del 2007.